# Kerstin Szymkowiak
Kerstin Szymkowiak, född den 19 december 1977 i Siegen, Västtyskland, är en tysk skeletonåkare,
Hon tog OS-silver i skeleton i samband med de olympiska skeletontävlingarna 2010 i Vancouver,